# Beauvain
Beauvain é uma comuna francesa na região administrativa da Normandia, no departamento Orne. Estende-se por uma área de 12,77 km². Em 2010 a comuna tinha 277 habitantes (densidade: 21,7 hab./km²).